# Maatteken
Een maatteken is een symbool in de bladmuziek dat de maatsoort aangeeft. De maatsoort bepaalt hoeveel tellen een maat bevat en op welke manier de tellen zijn onderverdeeld.

## Getal boven getal
Het maatteken in bladmuziek is genoteerd als twee getallen boven elkaar, bijvoorbeeld 2/2, 3/4, 4/4 en 6/8.
Het bovenste getal staat tussen de derde en vijfde lijn van de notenbalk, van onderaf geteld. Een notenbalk heeft vijf lijnen. Het bovenste getal geeft aan hoeveel teleenheden er in een maat zitten. Veelvoorkomende waarden zijn 2, 3, 4 en 6. Andere waarden die met enige regelmaat voorkomen zijn 5, 7, 8, 9, 12 en 16.
Tussen de eerste en derde lijn staat een tweede getal. Dit getal geeft aan welke nootwaarde de teleenheid is. Een teleenheid is gewoon een tel. Bij een 2/2-maat geeft de bovenste 2 aan dat de maat twee tellen duurt, en de onderste 2 geeft aan dat een halve noot een tel duurt.

## Common meter en alla breve
Voor vierkwartsmaat en de 2/2-maat zijn er speciale symbolen.
Voor de vierkwartmaat is dat het symbool . Dit symbool heeft een Engelse naam, 'common time'. Letterlijk betekent dat 'gewone maatsoort'. De Engelse naam voor vierkwartsmaat is 'common metre', wat letterlijk 'gewone maat' betekent. 
De notatie  duidt een 2/2-maat aan. De Italiaanse naam is 'alla breve'. In het Engels is dit 'divided common meter', in het Nederlands zegt men soms 'vierkwartmaat met dubbel metrum'.

## Getal boven notenwaarde
In publicaties voor basisschoolonderwijs is het onderste getal vervangen door een noot tussen de tweede en derde lijn van de notenbalk. De nootwaarde lengte van de noot geeft dan aan wat de teleenheid is.
Enkele voorbeelden:
Aantal tellen = 2
 dit maatteken geeft aan dat elke maat twee tellen bevat waarbij elke tel een vierde noot is.
De onderverdeling van de tel is dan in twee gelijke stukken namelijk 2 achtsten.
 dit maatteken geeft aan dat elke maat twee tellen bevat waarbij elke tel een gepunteerde vierde noot is.
De onderverdeling van elke tel is dan in twee gelijke delen van drie achtsten. Dit komt dus overeen met de zesachtste maat!
 dit maatteken geeft aan dat elke maat twee tellen bevat waarbij elke tel een halve noot is.
De onderverdeling van de tel is dan in twee gelijke stukken namelijk 2 vierden.

## Alternerende metra
In een muziekstuk kunnen 2 of meer maten elkaar op regelmatige basis afwisselen, zonder dat telkens een nieuw maatteken moet worden geplaatst. Dit wordt meestal aangegeven met een dubbel maatteken.